# Povodeň v Paříži 1910

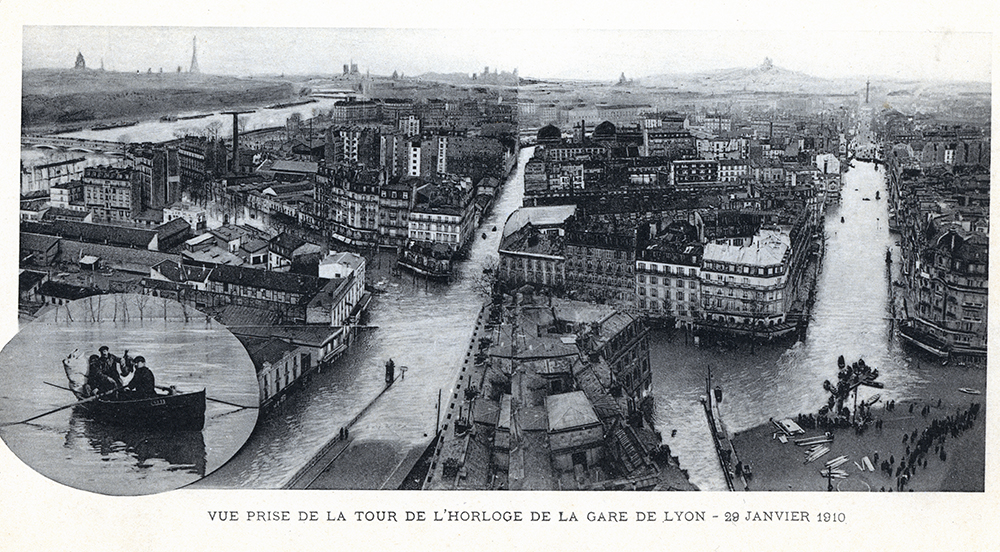
Pohled z věže Lyonského nádraží

Povodeň v Paříži, k níž došlo v lednu roku 1910, byla stoletou vodou, při níž hladina Seiny stoupla o více než osm metrů.
Zima 1909/1910 se vyznačovala mimořádně vysokými srážkami a půda v Pařížské pánvi již nemohla absorbovat přitékající vodu. Dne 20. ledna 1910 byla zastavena lodní doprava a 23. ledna dosáhla voda úrovně nábřeží. Socha zuáva na mostě Pont de l'Alma byla ve vodě až po ramena, průtok se odhaduje na 2400 m³/s. Řeka se 28. ledna vylila z břehů a zatopila okolo dvaceti tisíc domů. Z města byly evakuovány tisíce osob.
Zaplaveno bylo čtyřicet kilometrů ulic, v centru Paříže se dalo pohybovat pouze na člunech nebo na provizorních lávkách. Metro zastavilo provoz na tři měsíce, pod vodou bylo nádraží Gare d'Orsay, nefungovalo elektrické osvětlení. Skládky byly zaplaveny a policejní prefekt Louis Lépine nařídil házet odpadky do Seiny. V Ivry-sur-Seine byla zničena octárna Pagès Camus. Voda postupně opadala až do poloviny března. Celková škoda se odhaduje na 400 milionů tehdejších franků (zhruba 1,5 miliardy amerických dolarů). Při povodni zahynulo pět osob.
Za povodně se odehrává děj animovaného filmu Příšerka v Paříži.